# Bộ Cựu chiến binh Việt Nam Cộng hòa
Bộ Cựu chiến binh Việt Nam Cộng hòa, là cơ quan chính phủ phụ trách việc bảo vệ quyền lợi và hỗ trợ đời sống cho cựu quân nhân, thương phế binh, quả phụ và cô nhi tử sĩ của Quân lực Việt Nam Cộng hòa. Bộ này được thành lập vào đầu năm 1966 dưới thời nội các chiến tranh và tồn tại cho đến khi Sài Gòn thất thủ ngày 30 tháng 4 năm 1975. Trụ sở của bộ này tọa lạc tại số 127 đường Đoàn Thị Điểm, Quận 3, Sài Gòn.

## Lịch sử
Tiền thân là Nha Cựu chiến binh và Nạn nhân Chiến tranh dưới thời Quốc gia Việt Nam, vốn là một cơ quan tách ra từ một bộ thuộc Bộ Quốc phòng. Nha này đổi tên thành Bộ Cựu chiến sĩ vào tháng 8 năm 1952, mà lúc đó đã thiết lập một an dưỡng đường cho thương phế binh. Sau đó, Bộ Cựu chiến sĩ bị bãi bỏ, các văn kiện bị hủy, và toàn bộ công việc liên quan đến cựu quân nhân và an dưỡng thương phế binh do Bộ Y tế phụ trách, dưới tên gọi là Nha Tổng thư ký Cựu chiến sĩ và Phế binh.
Tuy nhiên, sau Hiệp định Genève năm 1954, do việc tái giảm quân số, số lượng cựu chiến binh và thương phế binh tăng lên đáng kể, nên cần có cơ quan chuyên trách để đảm nhiệm. Vì vậy, Bộ Quốc phòng đã cho lập lại Nha Tổng giám đốc Cựu chiến binh và Nạn nhân Chiến tranh. Nha này chính thức thành lập vào ngày 29 tháng 1 năm 1955, sau khi đại hội cựu chiến sĩ được tổ chức nhân dịp kỷ niệm ngày rút quân khỏi miền Bắc tại Sài Gòn.
Khi nội các chiến tranh ra đời vào ngày 19 tháng 6 năm 1965, thì Nha Cựu chiến binh được đưa lên hàng bộ gọi là Bộ Cựu chiến binh được thành lập theo Sắc lệnh số 019-a-CT-LĐQG-SL ngày 21 tháng 1 năm 1966, do Chủ tịch Ủy ban Lãnh đạo Quốc gia ban hành. Sự ra đời của bộ này phản ánh nhu cầu thiết lập một cơ quan chuyên trách để điều hành chính sách an sinh xã hội, hướng nghiệp, y tế và giáo dục dành riêng cho cựu quân nhân Quân lực Việt Nam Cộng hòa trong bối cảnh chiến tranh Việt Nam đang leo thang. Trước đó, các nhiệm vụ tương tự do Bộ Xã hội và Bộ Quốc phòng đảm nhiệm. Sau khi thành lập, bộ này đã tiếp nhận một số cơ quan chuyên môn từ Bộ Quốc phòng và các cơ sở xã hội khác liên quan đến thương phế binh và tử sĩ.
Sau cuộc tuyển cử năm 1967 giúp khai sinh ra nền Đệ Nhị Cộng hòa, Bộ Cựu chiến binh vẫn tiếp tục hoạt động độc lập dưới thời chính phủ Nguyễn Văn Lộc. Sang đến thời chính phủ Trần Văn Hương do cường độ chiến tranh gia tăng kể từ sau biến cố Tết Mậu Thân năm 1968, Bộ Cựu chiến binh lại bị giải tán và sáp nhập vào Bộ Quốc phòng tạo thành Bộ Quốc phòng và Cựu chiến binh. Đến tháng 3 năm 1969, cơ quan này tách khỏi Bộ Quốc phòng lập lại thành Bộ Cựu chiến binh như cũ, và vẫn tiếp tục hoạt động trải qua các đời chính phủ Trần Thiện Khiêm, Nguyễn Bá Cẩn và Vũ Văn Mẫu. Sau ngày 30 tháng 4 năm 1975, Bộ Cựu chiến binh chính thức bị giải thể.    

## Cơ cấu tổ chức
Cơ cấu tổ chức của Bộ Cựu chiến binh bao gồm 4 cơ quan trung ương trực thuộc:
- Cô nhi viện Quân đội
- Viện Quốc gia Phục hồi
- Trường Quốc gia Nghĩa tử
- An dưỡng đường Phế binh

Ngoài ra, sau khi thành lập, bộ tiếp nhận thêm các cơ sở trước đây trực thuộc Bộ Quốc phòng:
- Cô nhi viện Quân đội
- Nha Quốc gia Nghĩa tử
- Nha Cựu chiến binh và Phế binh
- Trung tâm Chỉnh hình và Hướng nghiệp

Bên cạnh đó, bộ còn thực hiện nhiều đề án dài hạn liên quan đến việc thiết lập hồ sơ, phân loại cựu quân nhân, và cải thiện quy trình hành chính trong công tác phục vụ đối tượng chính sách. Đồng thời tổ chức các chương trình theo dõi, khảo sát và đơn giản hóa thủ tục cứu trợ cho đối tượng thụ hưởng.

## Nhiệm vụ và quyền hạn
Bộ Cựu chiến binh có chức năng chính như sau:
1. Soạn thảo và đề nghị sửa đổi luật pháp nhằm bảo đảm quyền lợi vật chất và tinh thần cho cựu chiến binh, thương phế binh, quả phụ và cô nhi tử sĩ.
2. Thiết lập chính sách xã hội hiệu quả như giúp đỡ các cựu quân nhân tái hòa nhập xã hội và ổn định đời sống sau khi xuất ngũ.
3. Nghiên cứu và áp dụng các phương thức hỗ trợ như trợ cấp tài chính, y tế, ưu đãi giáo dục, giới thiệu việc làm, cấp đất và nhà ở, miễn giảm thuế, và chế độ hưu trí.
4. Tổ chức và điều hành các cơ quan trực thuộc đồng thời phối hợp với các bộ khác như Bộ Quốc phòng và Bộ Xã hội để thực hiện các chương trình liên ngành.
5. Khuyến khích và hướng dẫn các tổ chức công và tư nhân tham gia vào công tác hỗ trợ thương phế binh và gia đình tử sĩ.

## Danh sách Tổng trưởng
Dưới đây là danh sách Tổng trưởng Bộ Cựu chiến binh Việt Nam Cộng hòa từ năm 1966 cho đến năm 1975:
| TT                                       | Hình ảnh               | Tên gọi (Sinh–Mất)          | Nhậm chức              | Rời chức               | Ghi chú                                                      |
| Ủy viên Cựu chiến binh                   | Ủy viên Cựu chiến binh | Ủy viên Cựu chiến binh      | Ủy viên Cựu chiến binh | Ủy viên Cựu chiến binh | Ủy viên Cựu chiến binh                                       |
| ---------------------------------------- | ---------------------- | --------------------------- | ---------------------- | ---------------------- | ------------------------------------------------------------ |
| 1                                        |                        | Nguyễn Tấn Hồng (1922–2018) | 21 tháng 2 năm 1966    | 31 tháng 10 năm 1967   | Danh xưng Ủy viên tương đương Tổng trưởng.                   |
| Tổng trưởng Cựu chiến binh               |                        |                             |                        |                        |                                                              |
| (1)                                      |                        | Nguyễn Tấn Hồng (1922–2018) | 9 tháng 11 năm 1967    | 18 tháng 5 năm 1968    | Chức vụ Ủy viên đổi thành Tổng trưởng.                       |
| Tổng trưởng Quốc phòng và Cựu chiến binh |                        |                             |                        |                        |                                                              |
| 2                                        |                        | Nguyễn Văn Vỹ (1916–1981)   | 25 tháng 5 năm 1968    | 1 tháng 9 năm 1969     | Bộ Cựu chiến binh bị giải tán và sáp nhập vào Bộ Quốc phòng. |
| Tổng trưởng Cựu chiến binh               |                        |                             |                        |                        |                                                              |
| 3                                        |                        | Phạm Văn Đổng (1919–2008)   | 1 tháng 9 năm 1969     | 4 tháng 4 năm 1975     | Bộ Cựu chiến binh được tái lập như cũ.                       |
| 4                                        |                        | Huỳnh Đức Bửu (1917–2012)   | 14 tháng 4 năm 1975    | 30 tháng 4 năm 1975    | Tổng trưởng cuối cùng trước khi chế độ sụp đổ.               |